# Memorial Marco Pantani 2010
Il Memorial Marco Pantani 2010, settima edizione della corsa, si svolse il 25 settembre 2010 su un percorso di 183,7 km. Fu vinta dall'italiano Elia Viviani che giunse al traguardo con il tempo di 4h23'31" alla media di 41,827 km/h. Era valida come evento dell'UCI Europe Tour 2010 categoria 1.1.
Partenza a Cesena con 144 ciclisti, di cui 23 portarono a termine il percorso.

## Ordine d'arrivo (Top 10)
| Pos. | Corridore           | Squadra       | Tempo    |
| ---- | ------------------- | ------------- | -------- |
| 1    | Elia Viviani        | Liquigas      | 4h23'31" |
| 2    | José Serpa          | Androni Gioc  | s.t.     |
| 3    | Manuel Belletti     | Colnago       | s.t.     |
| 4    | Marco Marcato       | Vacansoleil   | s.t.     |
| 5    | Pierpaolo De Negri  | ISD-Neri      | s.t.     |
| 6    | Matteo Montaguti    | De Rosa       | s.t.     |
| 7    | Alessandro Proni    | Acqua & Sap.  | s.t.     |
| 8    | Cristiano Fumagalli | Cer. Flaminia | s.t.     |
| 9    | Pasquale Muto       | Miche         | s.t.     |
| 10   | Volodymyr Starčyk   | Amore & Vita  | s.t.     |